# Phthoa prolixa
Phthoa prolixa är en insektsart som beskrevs av Karsch 1898. Phthoa prolixa ingår i släktet Phthoa och familjen Diapheromeridae. Inga underarter finns listade i Catalogue of Life.